# کبور
کَـبور (به فرانسوی: Cabourg) یک کمون در فرانسه است که در Canton of Cabourg واقع شده‌است.

## خصوصیات
کَـبور ۵٫۵۲ کیلومترمربع مساحت و ۴٬۰۲۶ نفر جمعیت دارد و ۵ متر بالاتر از سطح دریا واقع شده‌است.

## خواهرخوانده
شهرهای یورمالا، شور، سوئیس، ماربلا، موندورف، سپه (بلژیک)، تراچینا و باد هومبورگ فور در هوهه خواهرخوانده‌های کَـبور هستند.